# Підгородецька сільська рада
Підгородецька сільська рада — колишній орган місцевого самоврядування у Сколівському районі Львівської області. Адміністративний центр — село Підгородці.

## Загальні відомості
Підгородецька сільська рада утворена в 1939 році. Територією ради протікає річка Стрий.

## Населені пункти
Сільській раді підпорядковані населені пункти:
- с. Підгородці
- с. Сопіт
- с. Урич

## Склад ради
Рада складається з 20 депутатів та голови.

### Керівний склад попередніх скликань
| ПІБ                            | Основні відомості                                                               | Дата обрання | Дата звільнення |
| ------------------------------ | ------------------------------------------------------------------------------- | ------------ | --------------- |
| Андрейків Богдан Миколайович   | Сільський голова, 1958 року народження                                          | 26.03.2006   | 31.10.2010      |
| Колосовський Богдан Васильович | Сільський голова, 1956 року народження, освіта середня спеціальна, безпартійний | 31.10.2010   |                 |

Примітка: таблиця складена за даними джерела

## Населення
Згідно з переписом УРСР 1989 року чисельність наявного населення сільської ради становила 3415 осіб, з яких 1635 чоловіків та 1780 жінок.
За переписом населення України 2001 року в сільській раді мешкало 3095 осіб.

### Мова
Розподіл населення за рідною мовою за даними перепису 2001 року:
| Мова       | Відсоток |
| ---------- | -------- |
| українська | 99,65 %  |
| російська  | 0,19 %   |
| білоруська | 0,06 %   |
| молдовська | 0,06 %   |